# European Film Awards per la miglior sceneggiatura
L'European Film Award per la miglior sceneggiatura viene assegnato al miglior sceneggiatore dell'anno dalla European Film Academy.
Gli unici ad aver vinto due volte il premio sono István Szabó (nel 1992 e nel 1999), Paweł Pawlikowski (nel 2014 insieme a Rebecca Lenkiewicz e nel 2018), e, entrambe le volte insieme, Agnès Jaoui e Jean-Pierre Bacri (nel 2000 e nel 2004). Michael Haneke e Paolo Sorrentino detengono invece il record di candidature, con quattro nominations. 

## Vincitori e candidati
L'elenco mostra il vincitore di ogni anno, seguito dagli sceneggiatori che hanno ricevuto una candidatura. Per ogni sceneggiatore viene indicato il titolo del film in italiano e il titolo originale tra parentesi.

### 1980
- 1988
  - Louis Malle - Arrivederci ragazzi (Au Revoir Les Enfants)
  - Manoel de Oliveira - I cannibali (Os Canibais)
  - Terence Davies - Voci lontane... sempre presenti (Distant Voices, Still Lives)
  - Franco Bernini, Daniele Luchetti e Angelo Pasquini - Domani accadrà
  - Wolfgang Held - Einer trage des anderen Last
- 1989
  - Mariya Khmelik - La piccola Vera (Malen'kaja Vera)
  - Maciej Dejczer e Cezary Harasimowicz - 300 mil do nieba
  - Géza Bereményi - A peso d'oro (Eldorádó)
  - Þráinn Bertelsson - Magnús
  - Theo Angelopoulos, Tonino Guerra e Thanassis Valtinos - Paesaggio nella nebbia (Topio stin omichli)

### 1990
- 1990
  - Vitali Kanevski - Sta' fermo, muori e resuscita (Zamri, oumri, vokresni)
  - Ryszard Bugajski e Janusz Dymek - Przesłuchanie
  - Etienne Glaser, Madeleine Gustafsson e Suzanne Osten - Skyddsängeln
- 1991
  - Jaco Van Dormael - Toto le héros - Un eroe di fine millennio
- 1992
  - István Szabó - Dolce Emma, cara Bobe (Édes Emma, drága Böbe - vázlatok, aktok)
- 1996
  - Sergej Sergeevič Bodrov, Boris Giller e Arif Aliyev - Il prigioniero del Caucaso (Kavkazskiy plennik)
- 1997
  - Chris Vander Stappen e Alain Berliner - La mia vita in rosa (Ma vie en rose)
  - Andrej Kurkov - Prijatel' pokojnika
  - Ademir Kenović e Abdulah Sidran - Il cerchio perfetto (Savrseni krug)
- 1998
  - Peter Howitt - Sliding Doors
  - Lars von Trier - Idioti (Idioterne)
  - Alex van Warmerdam - Il piccolo Tony (Kleine Teun)
  - Jean-Pierre Bacri e Agnès Jaoui - Parole, parole, parole... (On connaît la chanson)
- 1999
  - István Szabó e Israel Horovitz - Sunshine
  - Ayub Khan-Din - East Is East
  - Sasa Gedeon - Il ritorno dell'idiota (Návrat idiota)

### 2000
- 2000
  - Agnès Jaoui e Jean-Pierre Bacri - Il gusto degli altri (Le goût des autres)
  - Irakli Kvirikadze, Maria Svereva e Nana Džordžadze - 27 baci perduti (27 Missing Kisses)
  - Dominik Moll e Gilles Marchand - Harry, un amico vero (Harry un ami qui vous veut du bien)
  - Rafael Azcona - La lingua delle farfalle (La lengua de las mariposas)
  - Doriana Leondeff e Silvio Soldini - Pane e tulipani
  - Wolfgang Kohlhaase - Il silenzio dopo lo sparo (Die Stille nach dem Schuss)
- 2001
  - Danis Tanović - No Man's Land
  - Achero Mañas - El bola
  - Ettore Scola, Silvia Scola, Giacomo Scarpelli e Furio Scarpelli - Concorrenza sleale
  - Laurent Cantet e Robin Campillo - A tempo pieno (L'emploi du temps)
  - Michael Haneke - La pianista (La pianiste)
  - Robert Guédiguian e Jean-Louis Milesi - La ville est tranquille
- 2002
  - Pedro Almodóvar - Parla con lei (Hable con ella)
  - François Ozon - 8 donne e un mistero (8 femmes)
  - Paul Greengrass - Bloody Sunday
  - Krzysztof Kieślowski e Krzysztof Piesiewicz - Heaven
  - Aki Kaurismäki - L'uomo senza passato (Mies vailla menneisyyttä)
  - Tonino Benacquista e Jacques Audiard - Sulle mie labbra (Sur mes lèvres)
  - Paul Laverty - Sweet Sixteen
- 2003
  - Bernd Lichtenberg - Good Bye, Lenin!
  - Steven Knight - Piccoli affari sporchi (Dirty Pretty Things)
  - Lars von Trier - Dogville
  - Sandro Petraglia e Stefano Rulli - La meglio gioventù
  - Hanif Kureishi - The Mother
  - Dusan Kovacevic - Profesionalac
- 2004
  - Agnès Jaoui e Jean-Pierre Bacri - Così fan tutti (Comme une image)
  - Paul Laverty - Un bacio appassionato (Ae Fond Kiss...)
  - Fatih Akın - La sposa turca (Gegen die Wand)
  - Pedro Almodóvar - La mala educación
  - Alejandro Amenábar e Mateo Gil - Mare dentro (Mar adentro)
  - Jean-Luc Godard - Notre Musique
- 2005
  - Hany Abu-Assad e Bero Beyer - Paradise Now
  - Mark O'Halloran - Adam & Paul
  - Anders Thomas Jensen - Le mele di Adamo (Adams æbler) e Non desiderare la donna d'altri (Brødre)
  - Dani Levy e Holger Franke - Zucker!... come diventare ebreo in 7 giorni (Alles auf Zucker!)
  - Michael Haneke - Niente da nascondere (Caché)
  - Cristi Puiu e Răzvan Rădulescu - La morte del signor Lazarescu (Moartea domnului Lazarescu)
- 2006
  - Florian Henckel von Donnersmarck - Le vite degli altri (Das Leben der Anderen)
  - Corneliu Porumboiu - A Est di Bucarest (A fost sau n-a fost?)
  - Pedro Almodóvar - Volver - Tornare (Volver)
  - Paul Laverty - Il vento che accarezza l'erba (The Wind That Shakes the Barley)
- 2007
  - Fatih Akın - Ai confini del paradiso (Auf der anderen Seite)
  - Cristian Mungiu - 4 mesi, 3 settimane, 2 giorni (4 luni, 3 saptamâni si 2 zile)
  - Eran Kolirin - La banda (Bikur Ha-Tizmoret)
  - Peter Morgan - The Queen - La regina (The Queen)
- 2008
  - Maurizio Braucci, Ugo Chiti, Gianni Di Gregorio, Matteo Garrone, Massimo Gaudioso e Roberto Saviano - Gomorra
  - Suha Arraf e Eran Riklis - Il giardino di limoni - Lemon Tree (Etz Limon)
  - Ari Folman - Valzer con Bashir (Waltz with Bashir)
  - Paolo Sorrentino - Il divo
- 2009
  - Michael Haneke - Il nastro bianco (Das Weisse Band)
  - Gianni Di Gregorio - Pranzo di ferragosto
  - Simon Beaufoy - The Millionaire (Slumdog Millionaire)
  - Jacques Audiard e Thomas Bidegain - Il profeta (Un prophète)

### 2010
- 2010
  - Robert Harris e Roman Polański - L'uomo nell'ombra (The Ghost Writer)
  - Jorge Guerricaechevarría e Daniel Monzón - Cella 211 (Celda 211)
  - Samuel Maoz - Lebanon
  - Radu Mihăileanu - Il concerto (Le concert)
- 2011
  - Jean-Pierre e Luc Dardenne - Il ragazzo con la bicicletta (Le Gamin au vélo)
  - Anders Thomas Jensen - In un mondo migliore (Hævnen)
  - Aki Kaurismäki - Miracolo a Le Havre (Le Havre)
  - Lars von Trier - Melancholia
- 2012
  - Tobias Lindholm e Thomas Vinterberg - Il sospetto (Jagten)
  - Michael Haneke - Amour
  - Cristian Mungiu - Oltre le colline (Dupa dealuri)
  - Olivier Nakache e Éric Toledano - Quasi amici - Intouchables (Intouchables)
  - Roman Polański e Yasmina Reza - Carnage
- 2013
  - François Ozon - Nella casa (Dans la maison)
  - Tom Stoppard - Anna Karenina
  - Giuseppe Tornatore - La migliore offerta
  - Carl Joos e Felix Van Groeningen - Alabama Monroe - Una storia d'amore (The Broken Circle Breakdown)
  - Paolo Sorrentino e Umberto Contarello - La grande bellezza
- 2014
  - Paweł Pawlikowski e Rebecca Lenkiewicz - Ida
  - Ebru Ceylan e Nuri Bilge Ceylan - Il regno d'inverno - Winter Sleep (Kış uykusu)
  - Steven Knight - Locke
  - Jean-Pierre e Luc Dardenne - Due giorni, una notte (Deux jours, une nuit)
  - Andrej Zvjagincev e Oleg Negin - Leviathan (Leviafan)
- 2015
  - Euthymīs Filippou e Yorgos Lanthimos - The Lobster
  - Roy Andersson - Un piccione seduto su un ramo riflette sull'esistenza (En duva satt på en gren och funderade på tillvaron)
  - Alex Garland - Ex Machina
  - Andrew Haigh - 45 anni (45 Years)
  - Florin Lazarescu e Radu Jude - Aferim!
  - Paolo Sorrentino - Youth - La giovinezza (Youth)
- 2016
  - Maren Ade - Vi presento Toni Erdmann (Toni Erdmann)
  - Cristian Mungiu - Un padre, una figlia (Bacalaureat)
  - Paul Laverty - Io, Daniel Blake (I, Daniel Blake)
  - Emma Donoghue - Room
  - Tomasz Wasilewski - Le donne e il desiderio (Zjednoczone Stany Miłości)
- 2017
  - Ruben Östlund - The Square
  - Ildikó Enyedi - Corpo e anima (Testről és lélekről)
  - Yorgos Lanthimos e Euthymīs Filippou - Il sacrificio del cervo sacro (The Killing of a Sacred Deer)
  - Oleg Negin e Andrej Petrovič Zvjagincev - Loveless (Nelyubov)
  - François Ozon - Frantz
- 2018
  - Paweł Pawlikowski - Cold War (Zimna wojna)
  - Ali Abbasi, Isabella Eklöf e John Ajvide Lindqvist - Border - Creature di confine (Gräns)
  - Matteo Garrone, Ugo Chiti e Massimo Gaudioso - Dogman
  - Gustav Möller e Emil Nygaard Albertsen - Il colpevole - The Guilty (Den skyldige)
  - Alice Rohrwacher - Lazzaro felice
- 2019
  - Céline Sciamma - Ritratto della giovane in fiamme (Portrait de la jeune fille en feu)
  - Pedro Almodóvar - Dolor y gloria
  - Marco Bellocchio, Valia Santella e Ludovica Rampoldi - Il traditore
  - Robert Harris e Roman Polański - L'ufficiale e la spia (J'accuse)
  - Ladj Ly, Giordano Gederlini e Alexis Manenti - I miserabili (Les Misérables)

### 2020
- 2020
  -  Thomas Vinterberg e Tobias Lindholm – Un altro giro (Druk)
  -  Martin Behnke e Burhan Qurbani – Berlin Alexanderplatz
  -  Costa-Gavras – Adults in the Room
  -  Damiano e Fabio D'Innocenzo – Favolacce
  -  Pietro Marcello e Maurizio Braucci – Martin Eden
  -  Mateusz Pacewicz – Corpus Christi (Boże Ciało)
- 2021
  -  Florian Zeller e  Christopher Hampton – The Father - Nulla è come sembra (The Father)
  -  Radu Jude – Sesso sfortunato o follie porno (Babardeală cu bucluc sau porno balamuc)
  -  Paolo Sorrentino – È stata la mano di Dio
  -  Joachim Trier ed Eskil Vogt – La persona peggiore del mondo (Verdens verste menneske)
  -  Jasmila Žbanić – Quo vadis, Aida?
- 2022
  -  Ruben Östlund – Triangle of Sadness
  -  Arnau Vilaró e Carla Simón – Alcarràs - L'ultimo raccolto (Alcarràs)
  -  Kenneth Branagh – Belfast
  -  Lukas Dhont e Angelo Tijssens – Close
  -  Ali Abbasi e Afshin Kamran Bahrami – Holy Spider
- 2023
  -  Justine Triet e Arthur Harari – Anatomia di una caduta (Anatomie d'une chute)
  -  Johannes Duncker e İlker Çatak – La sala professori (Das Lehrerzimmer)
  -  Jonathan Glazer – La zona d'interesse (The Zone of Interest)
  -  Aki Kaurismäki – Foglie al vento (Kuolleet lehdet)
  -  Maciej Pisuk, Gabriela Łazarkiewicz-Sieczko e Agnieszka Holland – Green Border (Zielona granica)
- 2024
  -  Jacques Audiard – Emilia Pérez
  -  Pedro Almodóvar – La stanza accanto (La habitación de al lado)
  -  Coralie Fargeat – The Substance
  -  Mohammad Rasoulof – Il seme del fico sacro (Dāne-ye anjīr-e ma'ābed)
  -  Magnus von Horn e  Line Langebek – Pigen med nålen